# Мачва
Мачва (англ. Mačva, угор. Macsó) — історична область Сербії, що представляє родючу рівнину поміж ріками Сава і Дрина.
Після смерті імператора Мануїла І Комнина 1180 Мачву захопили мадяри, з 1195 розпочалась боротьба за неї з царями Болгарії. З приданим Анни Марії Угорської 1221 Мачва перейшла до царя Івана II Асеня. З анархії після вбивства царя Болгарії Коломана І Асеня скористався король Угорщини Бела IV, який 1246/47 захопив землі другого Болгарського царства. Там король створив провінції (бановини) Белграду і Бранічевської землі, Мачви, яку передав в управління першому бану, своєму зятеві, галицькому князеві Ростиславу Михайловичу. Після нього правив його син Бела, який весною 1268 за допомоги війська Бели IV розбив сербське військо, що зайняло частину Мачви. Король Сербії Степан Урош І потрапив у полон разом з зятем і можновладцями. Для замирення серби сплатили великий викуп, син короля Степан Драгутин одружився з Катериною, донькою Стефана V, онукою Бели IV. Після одруження він визнав себе васалом угорського короля, який надав йому у володіння бановини Белграду, Срем, частину Мачви. Степан Драгутин 1291 долучив Бранічево, Кучево. На цих землях було закладено королівства Срему. Після його смерті більшу частину земель захопив сербський король Стефан Мілутін, а Мачву і Белград зайняв угорський король Карл Роберт. Впродовж XIV ст. довший час Мачвою управляли представники роду Горянських, Мачванська бановина проіснувала до 1476 року. Мачва була предметом суперечок, домовленостей поміж королями Угорщини і Сербії до 1459, коли її захопила Османська імперія, що володіла нею до 1816 року. Впродовж 1718—1739 років Мачва належала до володінь Габсбургів. Вважають, що давня столиця Мачви знаходилась неподалік міста Шабац.

## Бани Мачви

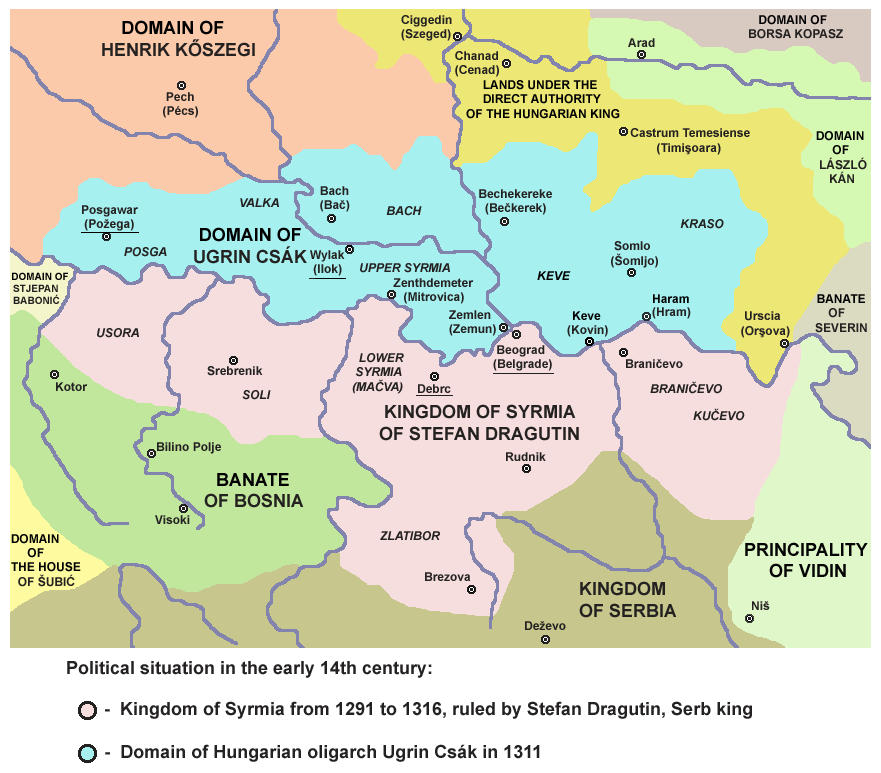
Мачва за часів короля Степана Драгутина

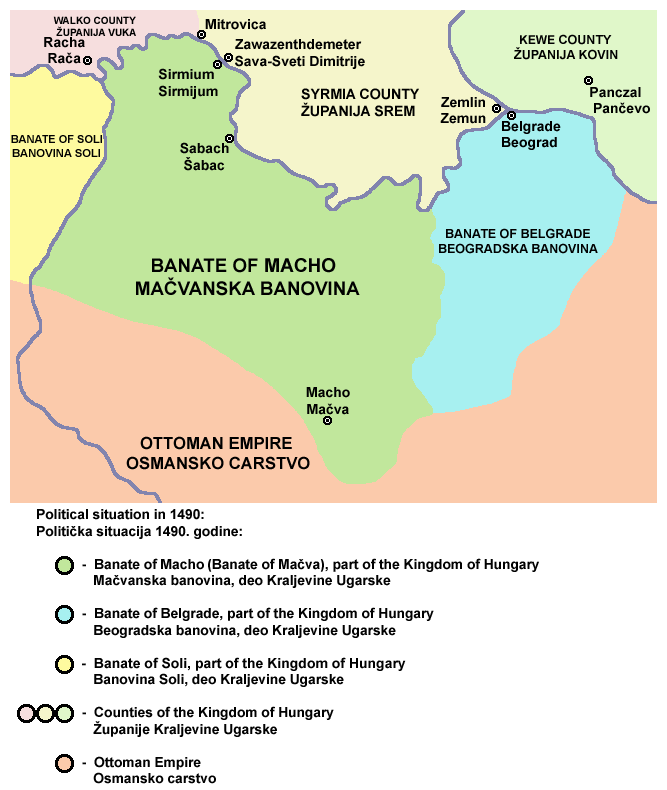
Мачва у 1490-х роках

- Ростислав Михайлович, 1247 — 1263
- Бела Ростиславич, 1263—1272
- Янош Алсані (?- 1360)
- Стефан Драгутин (1282—1316), король Срему
- Стефан Владислав II (1316—1325), король Срему
- Пал Алсані
- Павло Горянський (1354—1375)
- Микола І Горянський, XIV ст.
- Іван Горват (1379—1383)
- Степан І Короджи (1383—1386)
- Іван Горват (1386—1387)
- Микола II Горянський (1387—1390)
- Юрась І Ласкович (1392—1393)
- Степан І Короджи (1394—1397)
- Іван Морович (1397—1410, 1427—1428)
- Дещьо Банфі Горянський (?-1440)
- Володислав Морович (1441—1443)
- Імре Гедерварі (1442—1445)
- Іван II Короджи (1447—1456)
- Микола Ілоцький (1438—1458)
- Матіаш Морович (1469—1476)